# スーパーサンシ
スーパーサンシ株式会社は、三重県鈴鹿市に本社を置くスーパーマーケット事業を展開する日本の会社である。
また、日本におけるネットスーパー事業の先駆者として1983年（昭和58年）から食品などの配達システムを構築・運営している。
ちなみに社名の「サンシ」とは「三泗」を意味し、この呼称は当社創業の地である四日市市と同市に隣接する三重郡の範囲を表す通称として地元では広く用いられており、地元には「三泗」を名乗る当社と無関係の企業・団体が多数存在することに注意を要する。

## 歴史・概要
三泗産業によって1947年（昭和22年）1月13日に「株式会社三泗百貨店」（さんしひゃっかてん）として設立され、同年2月28日に四日市市の近鉄諏訪南駅から東海道の間の鷲野油工場跡に「三泗百貨店」を開設したのが始まりである。
同店の運営は、三泗地区出身の大陸引揚者が共同で行っていた。
1949年（昭和24年）10月に当店の東隣にあった東京銀行が移転したのを機に、同地を買収して増築して新装開店した。
ところが、1951年（昭和26年）に近鉄諏訪北駅が開業したのに伴って人の流れが大きく変わり、営業不振に陥った。
1953年（昭和28年）2月に出店制に切り替え、1954年（昭和29年）11月18日に三泗百貨商業協同組合を結成して寄合百貨店として営業したが、経営状況はあまり改善しなかった。
その為、1958年（昭和33年）に株式会社三泗百貨店の過半の株式を取得し、3階建て延べ約600坪の店舗を建設して、その1階部分に約260坪の食料品を主体とするスーパーマーケットを同年10月17日に開業した。
なお、同店の2階は寄合百貨店となっており、3階が事務所となっていた。
1963年（昭和38年）に四日市市川原町に約50坪の支店を開設してチェーン展開を始めたが、オカダヤとの競合で業績が伸び悩み、わずか2年ほどで支店を閉鎖するに至った。
1972年（昭和47年）8月21日に三泗百貨商業協同組合と「呉服の川口屋（現・川まん）」・「岡本総本店」・「関西電波（現・ギガス）」が均等出資して「株式会社鈴鹿ハンター」を設立し、1973年（昭和48年）10月10日に開業した「鈴鹿ハンターショッピングセンター」に核店舗の一つとして出店した。
1973年（昭和48年）6月7日にスーパーサンシ株式会社を設立し、三泗百貨店から営業を譲受した。
1974年（昭和49年）に配送センターとミートセンターを開設し、1975年（昭和50年）に青果物センターと冷凍魚センターを開設した。
1975年（昭和50年）10月8日に「株式会社日永華陽」を設立し、1976年（昭和51年）4月25日に開店した「（初代）日永カヨー」に核店舗の一つとして（初代）日永華陽店を出店した。
1978年（昭和53年）に総合センターを開設して、青果物センターと冷凍魚センターを閉鎖した。
1979年（昭和54年）10月12日に「やとみ店」として対面販売方式の生鮮食品店を開店し、照明も冷蔵設備も無くした低コスト店舗の営業を開始した。
そして、1980年（昭和55年）5月に愛知サンシを設立し、同店の営業を移管した。
また、同月には四日市市に会員制スーパー1号店として「笹川店」を開店した。
1980年（昭和55年）にスーパーサンシ鈴鹿ハンター店が宅配サービスを開始した。
1981年（昭和56年）2月に「フレンドリー四日市」を設立したのを皮切りに、同年4月には精肉加工・卸を行う「セントラルミートパック株式会社」を設立し、同年7月に「桑名サンシ」を設立、同年9月に「鈴鹿サンシ」を設立した。
1982年（昭和57年）11月29日にすかいらーく・第一産業と共同出資で「フレッシュシステムズ株式会社」を設立し、1983年（昭和58年）3月にコンピューターを用いた食品の無店舗販売事業を開始した。
また、1980年代半ばには「やとみ店」と同様の業態の小倉台店を開店して、千葉県にも出店していた。

## 沿革
- 1947年（昭和22年）
  - 1月13日 - 「三泗百貨店」を設立[7]。
  - 2月28日 - 「三泗百貨店」を開店[8]。
- 1949年（昭和24年）10月 - 東隣の東京銀行跡地を買収して増築[6]。
- 1953年（昭和28年）2月 - 出店制に切り替え[6]。
- 1954年（昭和29年）11月18日 - 「三泗商業協同組合」を結成し、寄合百貨店として営業を開始[10]。
- 1958年（昭和33年）10月17日[11] - 「三泗百貨店」跡地に食料品を主体とするスーパーマーケットを開店[6]。
- 1963年（昭和38年） - 四日市市川原町に支店を開設してチェーン展開を開始[11]。
- 1972年（昭和47年）8月21日[13] - 三泗百貨商業協同組合と「呉服の川口屋（現・川まん）」・「岡本総本店」・「関西電波（現・ギガス）」が均等出資して「株式会社鈴鹿ハンター」を設立[17]。
- 1973年（昭和48年）
  - 6月7日 - 「スーパーサンシ株式会社」を設立し、三泗百貨店から営業譲受[1]。
  - 10月10日 - 「鈴鹿ハンターショッピングセンター」の開業時に核店舗の一つとして出店[13]。
- 1974年（昭和49年） - 配送センターとミートセンターを開設[18]。
- 1975年（昭和50年）
  - 10月8日 - 「株式会社日永華陽」を設立[19]。
  - 青果物センターと冷凍魚センターを開設[18]。
- 1976年（昭和51年）4月25日 - 「（初代）日永カヨー」の開業時に核店舗の一つとして（初代）日永華陽店を出店[19]。
- 1978年（昭和53年） - 総合センターを開設し、青果物センターと冷凍魚センターを閉鎖[18]。
- 1979年（昭和54年）10月12日 - 「やとみ店」として対面販売方式の生鮮食品店を開店[20]。
- 1980年（昭和55年）
  - 5月 - 四日市市に会員制スーパー1号店として「笹川店」を開店[23]。
  - 5月 - 愛知サンシを設立し[1]、「やとみ店」の営業を移管[20]。
- 1981年（昭和56年）
  - 2月 - 「フレンドリー四日市」を設立[1]。
  - 4月 - 精肉加工・卸を行う「セントラルミートパック株式会社」を設立[1]。
  - 7月 - 「桑名サンシ」を設立[1]。
  - 9月 - 「鈴鹿サンシ」を設立[1]。
- 1982年（昭和57年）11月29日[25] - すかいらーく・第一産業と共同出資で「フレッシュシステムズ株式会社」を設立し、コンピューターを用いた食品の無店舗販売事業を開始[26]。
- 1983年（昭和58年）3月[24] - コンピューターを用いた食品の無店舗販売事業の[26]フレッシュシステムズを桑名市で開始[24]。

## 店舗

### かつて存在していた店舗

#### 四日市市
- 川原町支店（四日市市川原町[11]、1963年（昭和38年）開店[11]）

売場面積約50坪
- 中川原店（四日市市中川原1-14-154[28]、1972年（昭和47年）2月開店[28]）

売場面積約850m2
大規模な駐車場を併設した郊外型店舗として出店し、開業初日に入場制限をするほどの来店客を集め、売上を順調に伸ばすことになった。
- 笹川店（四日市市笹川5-65-14[28][30]、1980年（昭和55年）5月開店[28][23]）

売場面積約350m2
四日市市西部の笹川団地内に出店した売り場面積300m2弱の小型店で、日祝日休業、地元住民のみを対象とした会員制を取り、売上表にサインする形で買い物時の清算を行い、毎月一回銀行引き落としで売掛金を回収する方式で営業した。フレンドリー四日市の店舗だった。
- （初代）日永華陽店 (四日市市日永4丁目1番49号[19]、1976年（昭和51年）4月25日開店[19])

敷地面積約47,535m2、鉄筋コンクリート造地上2階一部3階建て塔屋2階、延べ床面積約18,490m2、店舗面積約9,296m2（当社店舗面積約2,698m2）、駐車台数約1,500台。
「ジャスコ日永店」（約2,187m2）と共に「（初代）日永カヨー」の核店舗として出店していた。

#### 鈴鹿市
- 神戸支店（鈴鹿市神戸十日市町105[31]、1961年（昭和36年）開店[31]）

売場面積約180m2
- なご店（鈴鹿市長太旭町4-1-13[28]、1980年（昭和55年）5月開店[28]）

売場面積約495m2

#### 桑名市
- 桑名東店（桑名市大福寺跡431[28]、1981年（昭和56年）9月開店[28]）

売場面積約495m2

#### 愛知県
- 愛知サンシやとみ店（愛知県海部郡弥富町鯏浦西前新田56[20][20]（現・弥富市）、1979年（昭和54年）10月12日開店[20]）

売場面積約482m2
近鉄弥富駅前に出店していた駐車場の無い店舗であった。
対面販売方式の生鮮食品店で、大きめの天窓のある倉庫型店舗で朝9時から13時までの4時間のみ営業とすることで照明を無くすと共に、毎日売り切ることで冷凍冷蔵ケースも持たないことで、コストダウンを図った。
- 愛知サンシ大治店（愛知県海部郡大治町三本木柳原16[32]

#### 千葉県
- 小倉台店（千葉県千葉市小倉台3-1-2[33]）

都賀駅から車で10分ほどの場所に出店していた。
朝8時半から営業を開始して午後1時半に営業を終了し、日祝日は閉店する店舗で、照明ゼロで冷蔵設備もなく、全商品を当日売り切る営業形態を採用していた。

## グループ会社
- 宇治山田開発株式会社
- 株式会社海鮮
- サンエッグ株式会社
- サンクスプランニングセンター株式会社
- 株式会社鈴鹿ハンター（1972年（昭和47年）8月21日設立[13]）
- セントラルミートパック株式会社（精肉加工・卸[1]、1981年（昭和56年）4月設立[1]）
- サンシカード株式会社（1976年（昭和51年）4月1日に第一信販株式会社として設立[35]、2024年（令和6年）7月1日に現社名に社名変更[要出典]）
- 株式会社とよはた - 三重県伊勢市で、スーパーマーケット「生鮮市場ベリー」を運営。
- 株式会社日永華陽（1975年（昭和50年）10月8日設立[19]）
- フレッシュサンシ株式会社（1984年（昭和59年）11月26日設立[36]）
- フレッシュシステムズ株式会社（宅配システム指導[1]、1982年（昭和57年）11月29日設立[25]、資本金1億円[25]）
- フレッシュ物流株式会社（宅配業[37]）
- サンシグリーンサポート株式会社 - 障害福祉サービス事業所を運営。

### かつて存在していたグループ会社
- 愛知サンシ（短時間スーパー経営[1]、1980年（昭和55年）5月設立[1]、資本金500万円[20]）
- 鈴鹿サンシ（短時間スーパー経営[1]、1981年（昭和56年）9月設立[1]）
- フレンドリー四日市（会員制スーパー経営[1]、1981年（昭和56年）2月設立[1]）
- 桑名サンシ（会員制スーパー経営[1]、1981年（昭和56年）7月設立[1]）

## テレビ番組
- 日経スペシャル ガイアの夜明け 新商売で逆境に挑む～不況の中にチャンスを探せ～（2009年1月27日、テレビ東京）[38]。- 高齢者も集うネットスーパーを取材。